# Nicolás Hernández
Nicolas "Niko" Hernandez (sinh ngày 4 tháng 5 năm 1979 ở Buenos Aires, Argentina) là một cầu thủ bóng đá người Argentina hiện đang chơi cho SHB Đà Nẵng.
Hernandez bắt đầu sự nghiệp ở giải Vô địch quốc gia Argentina cùng Ferro Carril Oeste vào năm 1999. Sau một năm thi đấu ở đây anh chuyển tới Colón de Santa Fe trong một mùa giải. Vào năm 2002 anh được đội bóng Ý U.S. Cremonese ký hợp đồng. Sau một quãng thời gian ngắn ở đây anh trở lại Argentina chơi cho đội bóng thuộc giải hạng hai San Martín de Mendoza và Huracan tới năm 2005 khi anh chuyển sang Cobreloa của Chile.
Vào ngày 30 tháng 3 năm 2006 anh được Colorado Rapids ký hợp đồng. Anh có trận đấu ra mắt với đội bóng vào ngày 2 tháng 4 gặp Columbus Crew và ghi 8 bàn cho Rapids tới cuối mùa giải. Anh được đổi sang cho Columbus Crew để lấy Tim Ward vào ngày 27 tháng 2 năm 2008. Anh rời đội bóng vào ngày 27 tháng 6 năm 2008.
Niko chuyển sang Costa Rica để chơi cho Liga Deportiva Alajuelense theo hợp đồng có thời hạn 1 năm. Anh là cầu thủ duy nhất không phải người Costa Rica trong đội.
Anh gia nhập SHB Đà Nẵng vào năm 2010.